# Hermann Henschel
Hermann Henschel (Luckenwalde, 12 december 1843 - Groß-Lichterfelde, 12 oktober 1918) was een Duits uitvinder.
Zijn beroep was boekbinder maar hij had ook een juwelenhandel.
Hij ontwikkelde verscheidene voedingsverpakkingsmiddelen. Zijn grootste succes waren kartonnen bakjes voor etenswaren waarvoor hij een wereldwijd patent verkreeg. Reclame op bierviltjes is eveneens een gepatenteerd idee van Henschel.
Ook de kartonnen bloembakjes voor verspening worden aan hem toegeschreven.
Henschel stichtte een kartonfabriek in Luckenwalde die nog steeds bestaat onder de naam Luckenwalder Tüten- und Papptellerfabrik GmbH.